# Werner Thanecker
Werner Thanecker (* 16. Juni 1962 als Alfred Thanecker in Rainbach im Innkreis; † 6. August 2014 in Linz) war ein österreichischer Theologe, Augustinerchorherr und römisch-katholischer Priester. Von 2005 bis 2011 leitete er als 73. Propst das Stift Reichersberg.

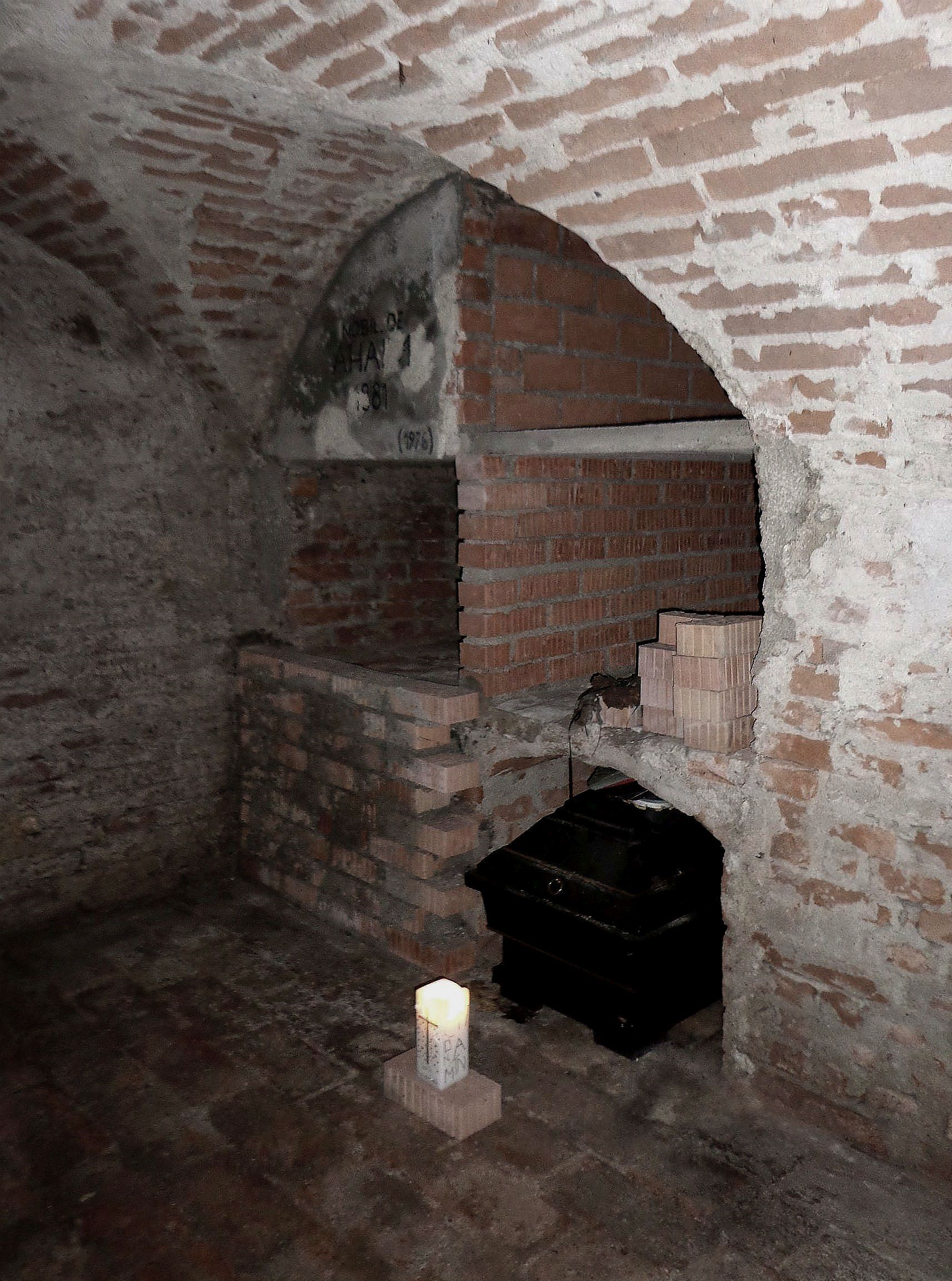
Propst Werners Grab in der Pröpstegruft der Stiftskirche

## Leben
Nach dem Besuch der Pflichtschule erlernte er zunächst den Beruf des Einzelhandelskaufmanns. 1984 trat er in das Augustiner-Chorherren-Stift Reichersberg ein, erhielt den Ordensnamen Werner und legte nach dem Theologiestudium an der Universität Salzburg 1988 die Ewige Profess ab. 1990 folgte die Diakonatsweihe und 1991 die Priesterweihe.
1991 durch Propst Eberhard Vollnhofer zum Rentmeister des Stiftes ernannt, errichtete Thanecker die Stiftsvinothek und 1997 den österreichisch-bayerischen Klostermarkt. Er betreute als Pfarrprovisor die Pfarre Mörschwang. 2004 trug er maßgeblich zum Erfolg der grenzüberschreitenden Oberösterreichisch-Bayerischen Landesausstellung bei.
Von 2005 bis 2011 stand er dem Stift Reichersberg als Stiftspropst vor. Auf Grund der Einbindung des Stifts in den regionalen Tourismus übernahm er den Vorsitz des Tourismusverbandes der Ferienregion Innviertel. 2011 trat Thanecker nach einer Gehirnblutung von seinem Amt zurück. Von 2011 bis 2013 betreute er als Pfarrprovisor die Pfarre Steyregg.
Propst Werner Thanecker war Mitglied der katholischen Studentenverbindung K.A.V. Saxo-Bavaria im Österreichischen Cartellverband. Er ist in der Pröpstegruft der Stiftskirche Reichersberg bestattet.

## Schriften
Thanecker veröffentlichte mehrere Bücher vom Leben hinter Klostermauern.

## Auszeichnungen
- Kulturmedaille des Landes Oberösterreich (2005)[2]